# Plantago algarbiensis
Plantago algarbiensis är en grobladsväxtart som beskrevs av Gonçalo Antonio da Silva Ferreira Sampaio. Plantago algarbiensis ingår i släktet kämpar, och familjen grobladsväxter. Inga underarter finns listade i Catalogue of Life.